# The Phoenix
«The Phoenix» — песня американской рок-группы Fall Out Boy, изданная в качестве второго сингла с их пятого студийного альбома Save Rock and Roll 16 июля 2013 года. Видеоклип к песне является частью цикла The Young Blood Chronicles и приквелом к истории из видеоклипа для лид-сингла этого альбома — песни «My Songs Know What You Did in the Dark (Light Em Up)».
«The Phoenix» содержит музыкальные отрывки из симфонии № 7 русского композитора Дмитрия Шостаковича. До официального выхода сингла в продажу песня дебютировала на 80 месте в хит-параде Billboard Hot 100 благодаря продажам цифровых копий. Она получила награду Kerrang! Awards в номинации Сингл года в 2013 году.

## Содержание
Вдохновением для создания композиции послужили советский композитор Дмитрий Шостакович и звуковые петли, которыми Стамп увлекался в процессе записи. Слушая четвертую часть (Allegro non troppo) симфонии № 7 Шостаковича, Стамп был совершенно очарован струнным звучанием и под влиянием этого приступил к созданию нового трека. Оркестровый фрагмент был использован в качестве сэмпла немецким хип-хоп исполнителем Петером Фоксом в его сингле «Alles neu» 2008 года. Темп композиции составляет 138 ударов в минуту, и написана она в тональности ми минор.

## Позиции в чартах
| Чарт (2013)                          | Наивысшая позиция |
| ------------------------------------ | ----------------- |
| ARIA                                 | 86                |
| Канада (Billboard Canadian Hot 100)  | 73                |
| Ирландия (IRMA)                      | 72                |
| Новая Зеландия (Recorded Music NZ)   | 40                |
| Великобритания (OCC UK Singles)      | 36                |
| Великобритания (OCC UK Rock & Metal) | 1                 |
| США (Billboard Hot 100)              | 80                |
| США (Billboard Alternative Airplay)  | 35                |
| Rock Songs (Billboard)               | 14                |

## Хронология выпуска
| Страна | Дата         | Формат            | Лейбл          |
| ------ | ------------ | ----------------- | -------------- |
| США    | 16 июля 2013 | Modern rock radio | Island Records |